# Moult
Moult ist eine ehemalige französische Gemeinde mit 2179 Einwohnern (Stand: 1. Januar 2014) im Département Calvados in der Region Normandie. Die Gemeinde gehörte zum Arrondissement Caen und zum Kanton Troarn. Die Einwohner werden als Moultais bezeichnet.
Am 1. Januar 2017 wurde Moult mit dem benachbarten Chicheboville zur neuen Gemeinde Moult-Chicheboville zusammengeschlossen.

## Geografie
Moult liegt etwa 15 Kilometer ostsüdöstlich von Caen am Flüsschen Muance. 
Umgeben wurde die Gemeinde Moult von Argences im Norden, Canteloup im Nordosten, Airan im Osten und Süden, Billy im Süden und Südwesten, Chicheboville im Südwesten und Westen, Bellengreville im Westen sowie Vimont im Nordwesten.

## Geschichte
Als sich Frankreich im Zweiten Weltkrieg unter deutscher Besatzung befand, gelang es der Résistance in Moult-Argences im April  1942 einen deutschen Zug zur Entgleisung zu bringen, wobei fast 40 Deutsche starben und ebenso viele verletzt wurden. Um dies zu rächen, deportierten die Deutschen 1175 Geiseln am 6. Juli 1942 in die Konzentrationslager.

## Bevölkerungsentwicklung
| Jahr                              | 1793 | 1836 | 1876 | 1926 | 1946 | 1968 | 1990 | 2014  |
| Einwohner                         | 562  | 690  | 635  | 518  | 569  | 670  | 919  | 2.179 |
| Quellen: Cassini, EHESS und INSEE |      |      |      |      |      |      |      |       |

## Sehenswürdigkeiten
- Kirche Sainte-Anne aus dem 12. Jahrhundert, Chor seit 1932 Monument historique[4]

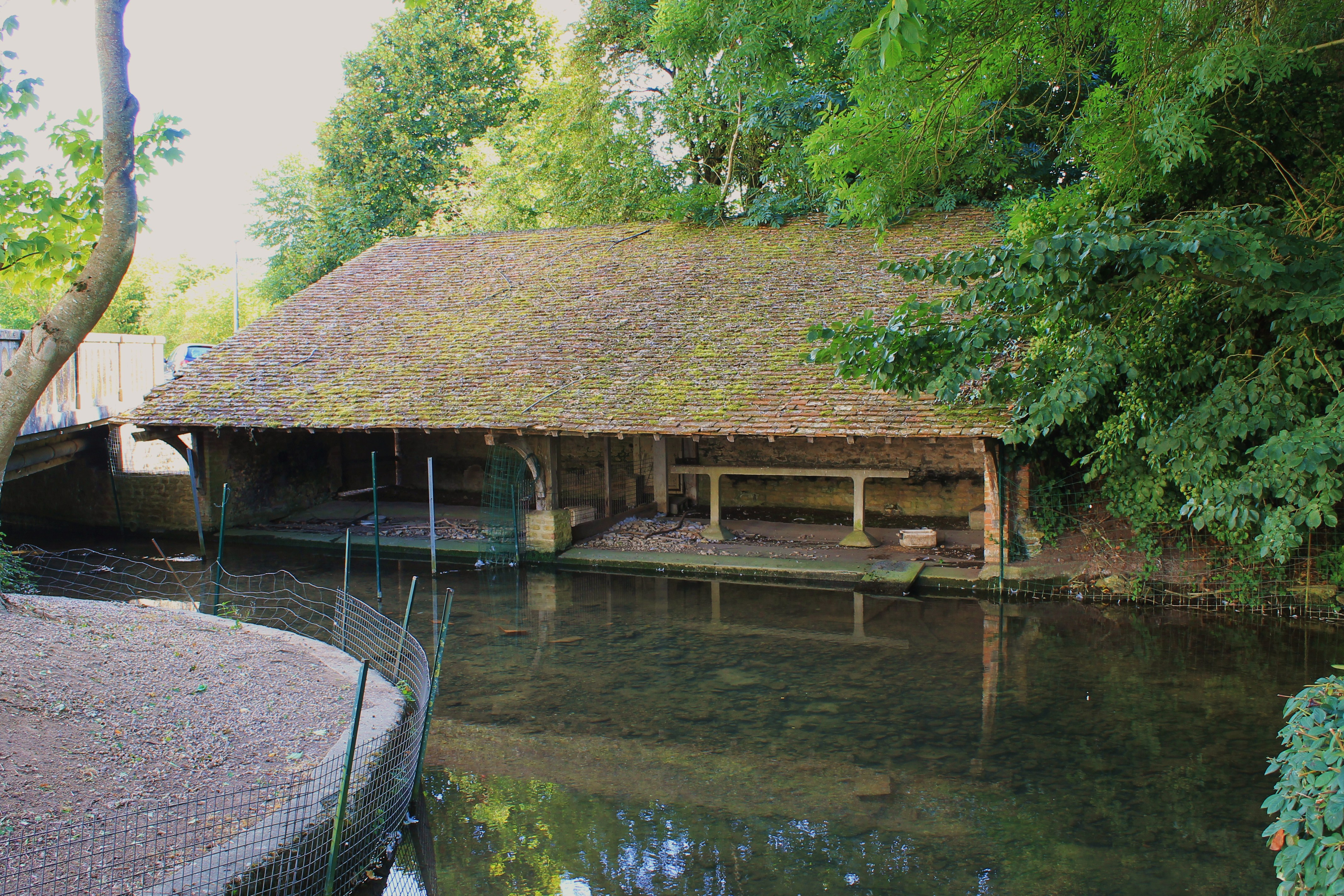
Ehemaliges Waschhaus

- Mühle am Muance
- Lavoir (Waschhaus)